# Auron Miloti
Auron Selaudin Miloti (Scutari, 4 agosto 1974) è un allenatore di calcio ed ex calciatore albanese, di ruolo attaccante.

## Carriera

### Nazionale
Ha collezionato 2 presenze con la nazionale albanese.

## Statistiche

### Presenze e reti nei club
Statistiche aggiornate al 14 ottobre 2007.
| Stagione           | Squadra            | Campionato         | Campionato | Campionato | Coppa nazionale | Coppa nazionale | Coppa nazionale | Coppe europee | Coppe europee | Coppe europee | Altre coppe | Altre coppe | Altre coppe | Totale | Totale |
| Stagione           | Squadra            | Comp               | Pres       | Reti       | Comp            | Pres            | Reti            | Comp          | Pres          | Reti          | Comp        | Pres        | Reti        | Pres   | Reti   |
| ------------------ | ------------------ | ------------------ | ---------- | ---------- | --------------- | --------------- | --------------- | ------------- | ------------- | ------------- | ----------- | ----------- | ----------- | ------ | ------ |
| 1992-1993          | Vllaznia           | KP                 | 0          | 0          | CA              | 0               | 0               | -             | -             | -             | -           | -           | -           | 0      | 0      |
| 1993-1994          | Vllaznia           | KP                 | 0          | 6          | CA              | 0               | 0               | -             | -             | -             | -           | -           | -           | 0      | 6      |
| 1994-1995          | Tirana             | KP                 | 0          | 7          | CA              | 0               | 0               | CdC           | 4             | 1             | -           | -           | -           | 4      | 8      |
| 1995-1996          | Tirana             | KP                 | 0          | 0          | CA              | 0               | 0               | CU            | 2             | 0             | -           | -           | -           | 2      | 0      |
| 1996-1997          | Tirana             | KP                 | 0          | 0          | CA              | 0               | 0               | CU            | 2             | 0             | -           | -           | -           | 2      | 0      |
| 1997-1998          | Tirana             | KP                 | 0          | 0          | CA              | 0               | 0               | -             | -             | -             | -           | -           | -           | 0      | 0      |
| 1998-1999          | Vllaznia           | KS                 | 0          | 8          | CA              | 1               | 0               | UCL           | 2             | 1             | -           | -           | -           | 3      | 9      |
| lug. 1999          | Vllaznia           | KS                 | 0          | 0          | CA              | 0               | 0               | CU            | 2             | 0             | -           | -           | -           | 2      | 0      |
| Totale Vllaznia    | Totale Vllaznia    | Totale Vllaznia    | 0          | 14         |                 | 1               | 0               |               | 4             | 1             |             | -           | -           | 5      | 15     |
| 1999-2000          | Tirana             | KS                 | 0          | 0          | CA              | 0               | 0               | -             | -             | -             | -           | -           | -           | 0      | 0      |
| Totale Tirana      | Totale Tirana      | Totale Tirana      | 0          | 7          |                 | 0               | 0               |               | 8             | 1             |             | -           | -           | 8      | 8      |
| 2000-2001          | Wörgl              | 2L                 | 35         | 14         | CA              | 1               | 0               | -             | -             | -             | -           | -           | -           | 36     | 14     |
| 2001-2002          | Wörgl              | 2L                 | 34         | 12         | CA              | 1               | 0               | -             | -             | -             | -           | -           | -           | 35     | 12     |
| 2002-2003          | Wörgl              | 2L                 | 33         | 8          | CA              | 2               | 1               | -             | -             | -             | -           | -           | -           | 35     | 9      |
| 2003-feb. 2004     | Wörgl              | 2L                 | 17         | 8          | CA              | 1               | 1               | -             | -             | -             | -           | -           | -           | 18     | 9      |
| Totale Wörgl       | Totale Wörgl       | Totale Wörgl       | 119        | 42         |                 | 5               | 2               |               | -             | -             |             | -           | -           | 124    | 44     |
| feb.-giu. 2004     | LASK               | 2L                 | 15         | 4          | CA              | 0               | 0               | -             | -             | -             | -           | -           | -           | 15     | 4      |
| 2004-gen. 2005     | LASK               | 2L                 | 8          | 1          | CA              | 1               | 0               | -             | -             | -             | -           | -           | -           | 9      | 1      |
| Totale LASK Linz   | Totale LASK Linz   | Totale LASK Linz   | 23         | 5          |                 | 1               | 0               |               | -             | -             |             | -           | -           | 24     | 5      |
| gen.-giu. 2005     | Feldkirchen        | 3L                 | 14         | 7          | CA              | 0               | 0               | -             | -             | -             | -           | -           | -           | 14     | 7      |
| 2005-2006          | Feldkirchen        | 3L                 | 28         | 9          | CA              | 0               | 0               | -             | -             | -             | -           | -           | -           | 28     | 9      |
| 2006-2007          | Feldkirchen        | 3L                 | 29         | 15         | CA              | 2               | 1               | -             | -             | -             | -           | -           | -           | 31     | 16     |
| 2007-2008          | Feldkirchen        | 3L                 | 29         | 27         | CA              | 0               | 0               | -             | -             | -             | -           | -           | -           | 29     | 27     |
| 2008-2009          | Feldkirchen        | 3L                 | 27         | 12         | CA              | 0               | 0               | -             | -             | -             | -           | -           | -           | 27     | 12     |
| 2009-2010          | Feldkirchen        | 4L                 | 29         | 16         | CA              | 0               | 0               | -             | -             | -             | -           | -           | -           | 29     | 16     |
| 2010-2011          | Feldkirchen        | 3L                 | 28         | 14         | CA              | 2               | 2               | -             | -             | -             | -           | -           | -           | 30     | 16     |
| 2011-2012          | Feldkirchen        | 4L                 | 29         | 13         | CA              | 0               | 0               | -             | -             | -             | -           | -           | -           | 29     | 13     |
| Totale Feldkirchen | Totale Feldkirchen | Totale Feldkirchen | 213        | 113        |                 | 4               | 3               |               | -             | -             |             | -           | -           | 217    | 116    |
| 2012-gen. 2013     | Globasnitz         | 5L                 | 14         | 16         | CA              | 0               | 0               | -             | -             | -             | -           | -           | -           | 14     | 16     |
| gen.-giu. 2013     | Liebenfels         | 5L                 | 13         | 3          | CA              | 0               | 0               | -             | -             | -             | -           | -           | -           | 13     | 3      |
| 2013-2014          | Liebenfels         | 5L                 | 29         | 7          | CA              | 0               | 0               | -             | -             | -             | -           | -           | -           | 29     | 7      |
| 2014-2015          | Liebenfels         | 5L                 | 25         | 5          | CA              | 0               | 0               | -             | -             | -             | -           | -           | -           | 25     | 5      |
| Totale Liebenfels  | Totale Liebenfels  | Totale Liebenfels  | 67         | 15         |                 | 0               | 0               |               | -             | -             |             | -           | -           | 67     | 15     |
| 2015-2016          | SGA Sirnitz        | 6L                 | 14         | 12         | CA              | 0               | 0               | -             | -             | -             | -           | -           | -           | 14     | 12     |
| 2018-2019          | SGA Sirnitz        | 5L                 | 4          | 0          | CA              | 0               | 0               | -             | -             | -             | -           | -           | -           | 4      | 0      |
| Totale SGA Sirnitz | Totale SGA Sirnitz | Totale SGA Sirnitz | 18         | 12         |                 | 0               | 0               |               | -             | -             |             | -           | -           | 18     | 12     |
| Totale carriera    | Totale carriera    | Totale carriera    | 454        | 224        |                 | 11              | 5               |               | 12            | 2             |             | -           | -           | 477    | 231    |

### Cronologia presenze e reti in nazionale
| Cronologia completa delle presenze e delle reti in nazionale ― Albania | Cronologia completa delle presenze e delle reti in nazionale ― Albania | Cronologia completa delle presenze e delle reti in nazionale ― Albania | Cronologia completa delle presenze e delle reti in nazionale ― Albania | Cronologia completa delle presenze e delle reti in nazionale ― Albania | Cronologia completa delle presenze e delle reti in nazionale ― Albania | Cronologia completa delle presenze e delle reti in nazionale ― Albania | Cronologia completa delle presenze e delle reti in nazionale ― Albania |
| Data                                                                   | Città                                                                  | In casa                                                                | Risultato                                                              | Ospiti                                                                 | Competizione                                                           | Reti                                                                   | Note                                                                   |
| ---------------------------------------------------------------------- | ---------------------------------------------------------------------- | ---------------------------------------------------------------------- | ---------------------------------------------------------------------- | ---------------------------------------------------------------------- | ---------------------------------------------------------------------- | ---------------------------------------------------------------------- | ---------------------------------------------------------------------- |
| 16-8-1995                                                              | Ta' Qali                                                               | Malta                                                                  | 2 – 1                                                                  | Albania                                                                | Amichevole                                                             | -                                                                      | 67’                                                                    |
| 30-11-1995                                                             | Tirana                                                                 | Albania                                                                | 2 – 0                                                                  | Bosnia ed Erzegovina                                                   | Amichevole                                                             | -                                                                      | 46’                                                                    |
| Totale                                                                 |                                                                        | Presenze                                                               | 2                                                                      |                                                                        | Reti                                                                   | 0                                                                      |                                                                        |

## Palmarès

### Giocatore

#### Competizioni nazionali
- Campionato albanese: 4

Tirana: 1994-1995, 1995-1996, 1996-1997, 1999-2000
- Coppa d'Albania: 1

Vllaznia: 1995-1996
- Supercoppa d'Albania: 2

Tirana: 1994
Vllaznia: 1998